# Dudleya farinosa
Dudleya farinosa là một loài thực vật có hoa trong họ Crassulaceae. Loài này được (Lindl.) Britton & Rose miêu tả khoa học đầu tiên năm 1903.